# Kastelholms län

Slottslän i Finland 1595-1634.

Kastelholms län (finska: Kastelholman linnalääni) var ett svenskt slottslän i Finland från medeltiden fram till Axel Oxenstiernas länsreform 1634. Länets styresman hade sitt säte vid Kastelholms slott.
Länet innefattade hela landskapet Åland och upphörde 1634. Länet uppgick i Åbo och Björneborgs län.

## Indelningar
Socknar i Kastelholms län vid början av 1540-talet.
- Saltviks socken
- Finströms socken
- Sunds socken
- Hammarlands socken
- Jomala socken
- Lemlands socken
- Föglö socken
- Kumlinge socken[3]